# Подгумер
Подгумер (болг. Подгумер) — село в Болгарии. Находится в Городской области Софии, входит в общину Столична. Население составляет 853 человека.

## Политическая ситуация
В местном кметстве Подгумер, в состав которого входит Подгумер, должность кмета (старосты) исполняет Валери Георгиев Динчев (коалиция в составе 2 партий: Союз демократических сил (СДС), Демократы за сильную Болгарию (ДСБ)) по результатам выборов правления кметства.
Кмет (мэр) общины Столична — Бойко Методиев Борисов (Граждане за европейское развитие Болгарии (ГЕРБ)) по результатам выборов в правление общины.